# Ситикасюку
Ситикасюку (яп. 七ケ宿町 Ситикасюку-мати) — посёлок в Японии, находящийся в уезде Катта префектуры Мияги. Площадь посёлка составляет 263,00 км², население — 1588 человек (31 июля 2014), плотность населения — 6,04 чел./км².

## Географическое положение
Посёлок расположен на острове Хонсю в префектуре Мияги региона Тохоку. С ним граничат города Сироиси, Каминояма, Фукусима и посёлки Дзао, Такахата.

## Население
Население посёлка составляет 1588 человек (31 июля 2014), а плотность — 6,04 чел./км². Изменение численности населения с 1980 по 2005 годы:
| 1980 | 2926 чел. |  |
| 1985 | 2543 чел. |  |
| 1990 | 2208 чел. |  |
| 1995 | 2174 чел. |  |
| 2000 | 2034 чел. |  |
| 2005 | 1871 чел. |  |

## Символика
Деревом посёлка считается магнолия Кобуси, цветком — Lilium rubellum, птицей — большая горлица.